# Beek (Berg en Dal)
Pour les articles homonymes, voir Beek.
Beek est un village appartenant à la commune néerlandaise de Berg en Dal, dans la province de Gueldre. Le 1er janvier 2007, le village comptait environ 3 455 habitants.
Beek a été une commune indépendante jusqu'au 1er janvier 1818. À cette date, Beek fusionna avec la commune d'Ooij en Persingen pour former la commune d'Ubbergen, qui le 1er janvier 2015 a fusionné avec Groesbeek et Millingen aan de Rijn pour former une nouvelle commune, nommée provisoirement en 2015 Groesbeek pour être nommée par la suite Berg en Dal.